# Tabanus sibsagarensis
Tabanus sibsagarensis är en tvåvingeart som beskrevs av Kapoor 1991. Tabanus sibsagarensis ingår i släktet Tabanus och familjen bromsar. Inga underarter finns listade i Catalogue of Life.